# Карпини, Иоанн де Плано
Иоанн де Плано Карпини, Джованни Плано Карпини, Иоанн из Пьян дель Карпине (итал. Giovanni da Pian del Carpine; лат. Iohannes de Plano Carpini; ок. 1182 — 1 апреля 1252) — итальянский францисканец (францисканец-минорит), первым из европейцев, до Рубрука и Андре де Лонжюмо, посетивший Монгольскую империю и оставивший описание своего путешествия, архиепископ Бара (Иван II) в 1248—1252 годах.

## Деятельность во францисканском ордене
Джованни (Иоаннес) родился около 1182 года в Умбрии, Германо-римской империи, в городке Пьян-дель-Карпине (ныне Маджоне) близ Перуджи. Последователь своего земляка Франциска Ассизского, он в 1221 году вместе с Цезарем Шпайерским отправился в Германию. В 1222 году побывал миссионером в Тунисе, в 1225 — в Испании. Занимая должность кустода (настоятеля административного округа ордена францисканцев) францисканского ордена в Саксонии, учреждал там новые орденские миссии и отправлял братьев в Чехию, Венгрию, Лотарингию, Польшу и Норвегию. В 1230—1232 годах был кустодом в Испании, а затем вернулся в Германию, чтобы занять должность провинциала Саксонии (до 1239 года).
Друг и собрат по ордену Йордан из Джано описывает Джованни как добродушного грузного человека, столь грузного, что ему приходилось ездить на осле вместо лошади, всюду, куда бы ни поехал, вызывая внимание и симпатию. Он был любим братией за смелость, с которой отстаивал дела ордена перед князьями и епископами, и за то, что заботился о своих собратьях как «мать о сыновьях и курица о цыплятах».

## Дипломатическая миссия

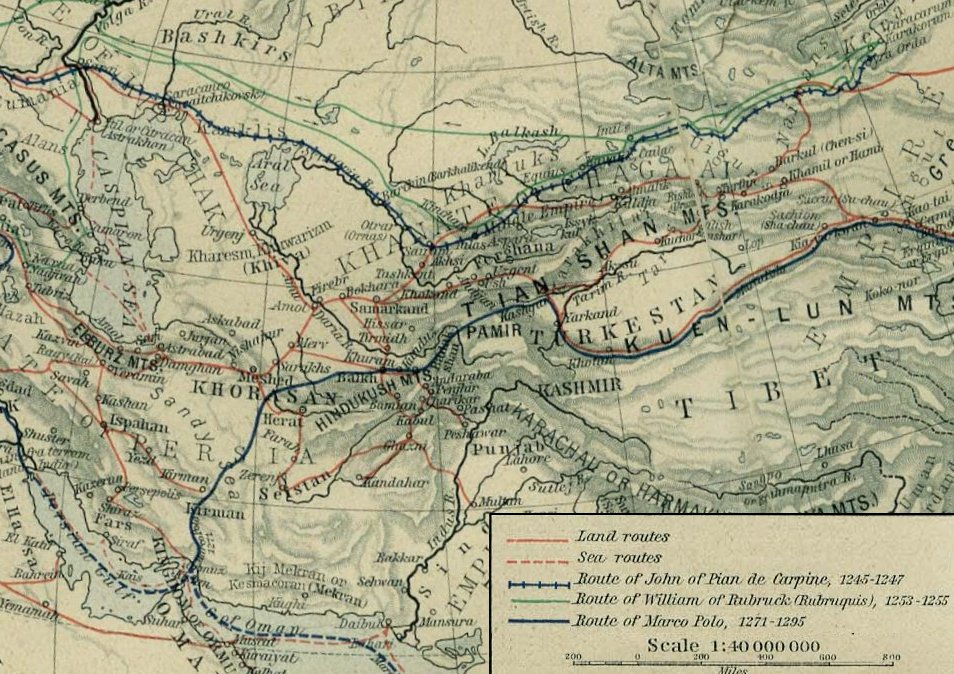
Маршрут путешествия Плано Карпини на Восток (синяя пунктирная линия)

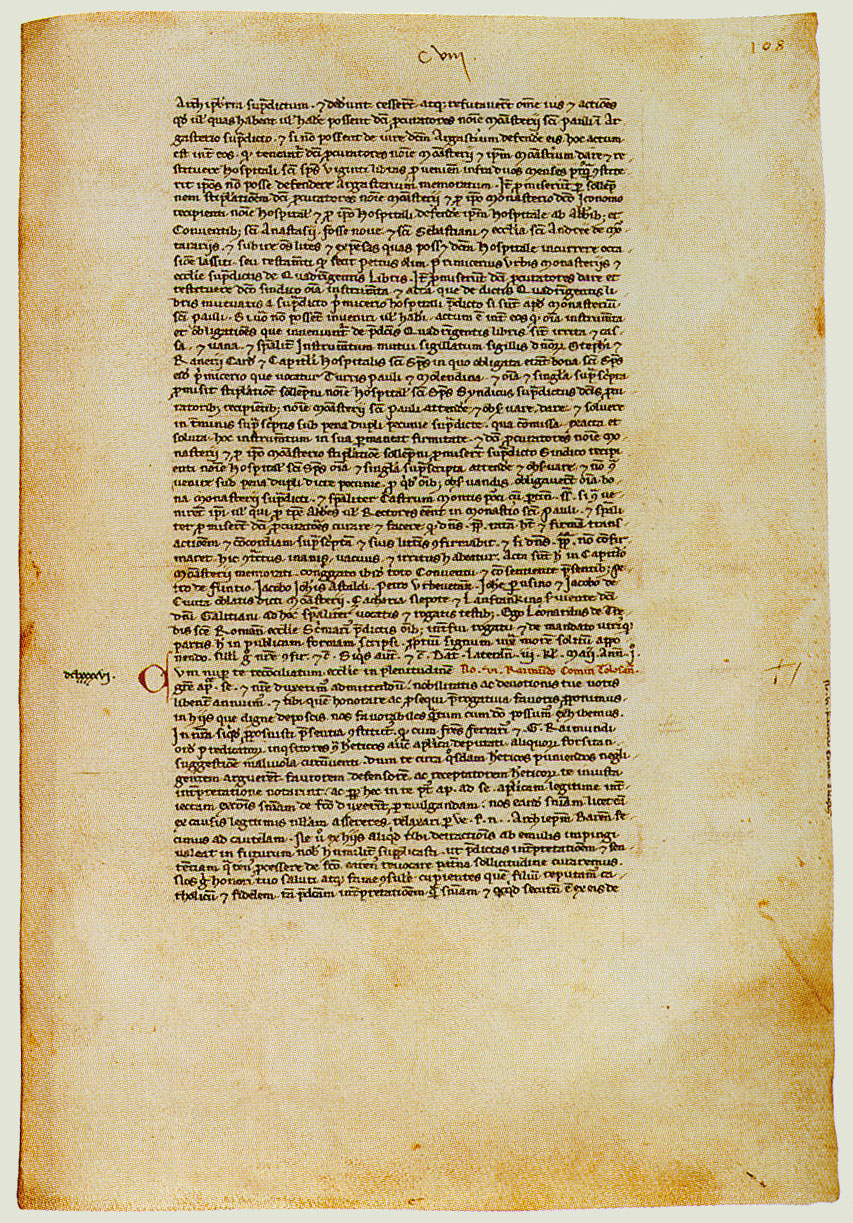
Письмо Иннокентия IV «правителю и народу татар»

Папа Иннокентий IV, бежавший из Италии от императора Фридриха II, прибыл в декабре 1244 года в Лион, где в начале следующего года начал подготовку к вселенскому собору. Лионский собор должен был помочь церкви избавиться от «пяти скорбей»: дурной жизни духовенства и верующих, сарацинской угрозы, греческих схизматиков, татарского нашествия и притеснений императора. Ещё до открытия собора папа отправил миссии Андре де Лонжюмо и Асцелина в ближневосточный регион, а Плано Карпини — в Монгольскую империю через Восточную Европу. Одной из целей этих миссий было вручение великому хану писем от папы Иннокентия IV. Было два письма: "Dei patris immensa" от 5 марта и "Cum non solum" от 13 марта 1245 года.  
В сопровождении другого монаха, Бенедикта Поляка, который присоединился к нему во Вроцлаве, он через Чехию, Польшу, Киев, низовья Дона и Волги, Хорезм, Семиречье, впадину озера Алаколь добрался до района расположения главной ставки монголов в верховье реки Орхон. В 1246 году Карпини посетил Сарай, где встречался с Батыем, затем — кочевую ставку близ Каракорума, где был на приёме у только что избранного великим ханом Гуюка, и осенью 1247 года благополучно возвратился в Лион.

## Барский архиепископ
В 1248 году в разгар борьбы между Антивари (ныне Бар) и Рагузой (ныне Дубровник) за право церковной митрополии над территорией нынешней Черногории папа назначил Карпини на пост архиепископа Антивари (под именем Ивана II). Рассмотрение спора было передано в папский трибунал, но процесс продвигался крайне медленно и папа своим посланием в 1248 году призвал горожан к миру, однако между Антивари и Рагузой уже разгорелась настоящая война. Архиепископ Иван II Карпини был схвачен и брошен в тюрьму, после чего он предал анафеме всю Рагузу. Вернуть свободу Каприни удалось только за значительный денежный выкуп. В начале 1252 года архиепископ Иван II Карпини возглавил барскую делегацию, направленную для окончательного рассмотрения спора папской курией в Перудже, где глубокие познания истории Барской архиепархии применил при обосновании своих прав на митрополию. 1 августа 1252 года, не дождавшись окончательного решения папы, Карпини умер. Существует мнение, что он был отравлен.

## «История монгалов»
Свой опыт посещения империи Иоанн изложил в рукописях Historia Mongalorum quos nos Tartaros appellamus («История Монгалов, именуемых нами Татарами») и Liber Tartarorum («Книга о Татарах»), переведённых на многие языки, в том числе и на русский.

### Русские переводы
- «Собрание путешествий к татарам и другим восточным народам в XIII, XIV и XV столетиях»: 1. Плано Карпини. СПб., 1825[14]
- История монгалов именуемых нами татарами / перевод А. И. Малеина. — СПб., 1911. Переиздание в: Путешествия в восточные страны Плано Карпини и Рубрука. М.: Географгиз, 1957
- Плано Карпини, Иоанн де. История монголов : Текст, перевод, комментарии / под ред. А.А. Горского, В.В. Трепавлова; подгот. лат. текста П.В. Лукина, пер. с лат. А.А. Вовина, П.В. Лукина, коммент. А.А. Горского, П.В. Лукина, С.А. Масловой, Р.Ю. Почекаева, В.В. Трепавлова; вступит, ст. А.А. Горского, В.В. Трепавлова ; Ин-т российской истории РАН. М.: ИДВ РАН, 2022. 383 с. ISBN 978-5-8381-0420-5